# 328P/LONEOS-Tucker
328P/LONEOS-Tucker est une comète périodique du système solaire, découverte le 2 août 1998 par le programme LONEOS et l'astronome américain Roy A. Tucker.